# Круча (Сучава)
Круча (рум. Crucea) — село у повіті Сучава в Румунії. Входить до складу комуни Круча.
Село розташоване на відстані 326 км на північ від Бухареста, 58 км на південний захід від Сучави.

## Населення
За даними перепису населення 2002 року у селі проживали 1308 осіб, з них 1305 осіб (99,8%) румунів. Усі жителі села рідною мовою назвали румунську.